# Can Geli (Pau)
Can Geli és un mas del municipi de Pau (Alt Empordà) inclòs en l'Inventari del Patrimoni Arquitectònic de Catalunya.

## Descripció
Masia situada al centre del nucli urbà de Pau, a l'oest de la plaça Major i amb accés des del carrer del Rei, 7.
Es tracta d'una gran masia formada per quatre grans cossos adossats que li proporcionen una planta rectangular. L'edifici principal presenta coberta a dues vessants de teula, amb el carener paral·lel als murs més llargs i el vessant nord força més llarga que la sud. Format per planta baixa, pis i altell, la façana principal està orientada al sud i presenta un petit cos adossat a l'extrem oest, corresponent a una eixida amb accés des del pis, on les obertures es corresponen amb finestrals rectangulars emmarcats amb carreus de pedra i llinda plana. De la mateixa manera, les obertures de la façana nord també es troben emmarcades en pedra. L'accés a l'interior de l'edifici es fa a través d'una escala exterior que dona pas a la primera planta. Per la banda sud, aquest edifici es troba tancat per un mur de pedra, que delimita un pati davanter.
Adossat a l'oest de l'edifici principal hi ha un altre cos de planta rectangular, amb coberta a una vessant, distribuït en planta baixa i pis. La façana nord presenta la porta d'accés a l'interior, d'obertura rectangular i amb la llinda formada per pedres disposades a sardinell. En canvi, la façana sud presenta, al nivell del primer pis, una gran arcada d'arc de mig punt que també dona accés a l'eixida. A la façana oest hi ha quatre grans contraforts de perfil atalussat, amb alçada fins al nivell del primer pis. En origen, aquest cos es correspondria amb les quadres i la pallissa del mas.
A la banda est de l'edifici principal se li adossa un altre gran cos de planta rectangular, amb coberta a dues vessants i d'una sola planta amb altell, el qual presenta dos contraforts adossats a la façana nord. La façana principal es troba orientada a l'est i presenta dos grans portals d'arc rebaixat d'accés a l'interior, el del centre bastit amb maons. Actualment, aquest edifici s'utilitza com magatzem destinat a les tasques vinícoles.
Al sector oest de la finca, separat alguns metres del conjunt principal, hi ha un altre cos de planta rectangular, destinat als usos agrícoles del mas. La resta de la finca és jardí i també hi ha una zona de vinyes.
Malgrat el mas es troba molt restaurat, la construcció està bastida amb pedra desbastada lligada amb morter de calç, sense crear filades. Només hi ha carreus ben treballats a les cantonades.